# Латышев, Валерий Иванович
Вале́рий Ива́нович Ла́тышев (род. 25 декабря 1939, Москва) — советский футболист, нападающий.
Воспитанник ЦСК МО — ФШМ. С 1959 года в составе ЦСКА МО. В чемпионате СССР дебютировал 12 июня 1961 года в матче против «Калева» (4:0), в том году провёл 10 игр, забил один мяч. В 1962—1964 годах в составе московского «Локомотива» сыграл 68 матчей, забил 13 голов; 6 ноября 1962 года оформил хет-трик в ворота «Беларуси» (7:2). В 1965—1968 годах играл в запорожском «Металлурге».